# Cardanovy vzorce
Cardanovy vzorce jsou matematické vzorce, které se využívají k nalezení kořenů kubických rovnic. Jsou pojmenovány po Gerolamu Cardanovi.

## Historie
Řešení je možné nalézt díky dvěma italským matematikům Scipionemu del Ferrovi a Niccolò Tartagliovi, žákům Gerolama Cardana.

## Postup
Rovnici nejprve převedeme na normovaný tvar (vydělením vedoucím koeficientem)
{\displaystyle x^{3}+ax^{2}+bx+c=0.\qquad (1)}
Substitucí (posunutím proměnné){\displaystyle x=t-a/3} odstraníme kvadratický člen, dostaneme rovnici 
{\displaystyle t^{3}+pt+q=0,\quad {\mbox{kde}}\quad p=b-{\frac {a^{2}}{3}}\quad {\mbox{a}}\quad q=c+{\frac {2a^{3}-9ab}{27}}.\qquad (2)}
Tuto rovnici můžeme řešit díky Thomasi Harriotovi (1560–1621) substitucí {\displaystyle t=y-{p \over 3y}} a vynásobením {\displaystyle y^{3}}, po snadných úpravách dostaneme {\displaystyle y^{6}+qy^{3}-{p^{3} \over 27}=0}, kterou jednoduše vyřešíme převedením na kvadratickou rovnici substitucí {\displaystyle z=y^{3}}.
      Dále popíšeme originální Cardanovu metodu, která stále dominuje v dnešních učebnicích a je v podstatě stejná.
Předpokládejme, že lze nalézt dvě neznámé u a v splňující
{\displaystyle t=u+v}
Tento výraz dosadíme do původní rovnice a po roznásobení dostaneme
{\displaystyle u^{3}+v^{3}+(3uv+p)(u+v)+q=0} (3)
Genialita Cardanova řešení spočívá v zavedení podmínky
{\displaystyle 3uv+p=0}.
To je možné, protože jsme zavedli dvě neznámé u a v spojené jen podmínkou u + v = t. Substitucí tohoto do první rovnice v (3) dostaneme
{\displaystyle -u^{3}+{\frac {p^{3}}{27u^{3}}}=q.}
Přesuneme všechno na q stranu, vynásobíme rovnost u3 a dostaneme
{\displaystyle u^{6}+qu^{3}-p^{3}/27=0\,.}
Toto je kvadratická rovnice pro u3. Pokud budeme řešit tuto rovnici, zjistíme, že 
{\displaystyle u^{3}=-{q \over 2}\pm {\sqrt {{q^{2} \over 4}+{p^{3} \over 27}}}}
{\displaystyle u={\sqrt[{3}]{-{q \over 2}\pm {\sqrt {{q^{2} \over 4}+{p^{3} \over 27}}}}}.\quad (4)}
Protože t = v + u, t = x + a/3, a v = −p/3u, dostaneme
{\displaystyle x=-{\frac {p}{3u}}+u-{a \over 3}.}
Všimněte si, že máme šest možností počítání s u (4), protože existují dvě řešení, díky druhé odmocnině
({\displaystyle \pm }), a tři komplexní řešení třetí odmocniny – hlavní odmocnina a hlavní odmocnina vynásobená {\displaystyle {\tfrac {-1}{2}}\pm i{\tfrac {\sqrt {3}}{2}}}. Nicméně znaménko druhé odmocniny (plus nebo minus) neovlivní výsledné t (zřejmě −p/3u = v), ačkoli musíme být opatrní ve dvou zvláštních případech, abychom se vyhnuli dělení nulou. Za prvé, pokud p = 0, pak u = 0 a 
{\displaystyle v=-{\sqrt[{3}]{q}}}.
Za druhé, pokud p = q = 0, pak dostáváme trojnásobný reálný kořen t = 0. Taky pokud q = 0, pak
{\displaystyle u={\sqrt {p/3}}} a
{\displaystyle v=-{\sqrt {p/3}}}, takže třetí odmocniny jsou t = u + v = 0,
{\displaystyle t=ju-p/3ju={\sqrt {-p}}} a
{\displaystyle t=u/j-jp/3u=-{\sqrt {-p}}}, kde
{\displaystyle j={\tfrac {-1}{2}}+i{\tfrac {\sqrt {3}}{2}}}.

## Shrnutí
Pro kubickou rovnici
{\displaystyle x^{3}+ax^{2}+bx+c=0}
řešení pro neznámou x dostaneme jako
{\displaystyle x=-{\frac {p}{3u}}+u-{a \over 3}}
kde
{\displaystyle p=b-{\frac {a^{2}}{3}}}
{\displaystyle q=c+{\frac {2a^{3}-9ab}{27}}}
{\displaystyle u={\sqrt[{3}]{-{q \over 2}\pm {\sqrt {{q^{2} \over 4}+{p^{3} \over 27}}}}}.}
Alternativní metoda získání stejných výsledků je následující.
Víme, že {\displaystyle u^{3}=-{\frac {q}{2}}+{\sqrt {{\frac {q^{2}}{4}}+{\frac {p^{3}}{27}}}}} nebo {\displaystyle {\frac {q}{2}}-{\sqrt {{\frac {q^{2}}{4}}+{\frac {p^{3}}{27}}}}}
.
Ale protože u a v musí splňovat {\displaystyle -u^{3}-v^{3}=q} a {\displaystyle -uv={\frac {p}{3}}}
, můžeme dokázat, že pokud
{\displaystyle u^{3}=-{\frac {q}{2}}+{\sqrt {{\frac {q^{2}}{4}}+{\frac {p^{3}}{27}}}}} , pak {\displaystyle v^{3}=-{\frac {q}{2}}-{\sqrt {{\frac {q^{2}}{4}}+{\frac {p^{3}}{27}}}}}.
Vypsáním třetích odmocnin dostaneme 
{\displaystyle u=\left\{{\begin{aligned}&{\sqrt[{3}]{-{\frac {q}{2}}+{\sqrt {{\frac {q^{2}}{4}}+{\frac {p^{3}}{27}}}}}}\\&\left(-{\frac {1}{2}}+i{\frac {\sqrt {3}}{2}}\right){\sqrt[{3}]{-{\frac {q}{2}}+{\sqrt {{\frac {q^{2}}{4}}+{\frac {p^{3}}{27}}}}}}\\&\left(-{\frac {1}{2}}-i{\frac {\sqrt {3}}{2}}\right){\sqrt[{3}]{-{\frac {q}{2}}+{\sqrt {{\frac {q^{2}}{4}}+{\frac {p^{3}}{27}}}}}}\\\end{aligned}}\right.~~~a~~~v=\left\{{\begin{aligned}&{\sqrt[{3}]{-{\frac {q}{2}}-{\sqrt {{\frac {q^{2}}{4}}+{\frac {p^{3}}{27}}}}}}\\&\left(-{\frac {1}{2}}+i{\frac {\sqrt {3}}{2}}\right){\sqrt[{3}]{-{\frac {q}{2}}-{\sqrt {{\frac {q^{2}}{4}}+{\frac {p^{3}}{27}}}}}}\\&\left(-{\frac {1}{2}}-i{\frac {\sqrt {3}}{2}}\right){\sqrt[{3}]{-{\frac {q}{2}}-{\sqrt {{\frac {q^{2}}{4}}+{\frac {p^{3}}{27}}}}}}\\\end{aligned}}\right.}
Nezapomeňte, že díky {\displaystyle ~t=u+v~} dostaneme jenom tři možné hodnoty t, protože jsou možné jen tři kombinace u a v, pokud {\displaystyle -uv={\frac {p}{3}}} , takže musí platit – 
{\displaystyle t=\left\{{\begin{aligned}&{\sqrt[{3}]{-{\frac {q}{2}}+{\sqrt {{\frac {q^{2}}{4}}+{\frac {p^{3}}{27}}}}}}+{\sqrt[{3}]{-{\frac {q}{2}}-{\sqrt {{\frac {q^{2}}{4}}+{\frac {p^{3}}{27}}}}}}\\&\left(-{\frac {1}{2}}+i{\frac {\sqrt {3}}{2}}\right){\sqrt[{3}]{-{\frac {q}{2}}+{\sqrt {{\frac {q^{2}}{4}}+{\frac {p^{3}}{27}}}}}}+\left(-{\frac {1}{2}}-i{\frac {\sqrt {3}}{2}}\right){\sqrt[{3}]{-{\frac {q}{2}}-{\sqrt {{\frac {q^{2}}{4}}+{\frac {p^{3}}{27}}}}}}\\&\left(-{\frac {1}{2}}-i{\frac {\sqrt {3}}{2}}\right){\sqrt[{3}]{-{\frac {q}{2}}+{\sqrt {{\frac {q^{2}}{4}}+{\frac {p^{3}}{27}}}}}}+\left(-{\frac {1}{2}}+i{\frac {\sqrt {3}}{2}}\right){\sqrt[{3}]{-{\frac {q}{2}}-{\sqrt {{\frac {q^{2}}{4}}+{\frac {p^{3}}{27}}}}}}\\\end{aligned}}\right.}
a x dostaneme jako
{\displaystyle x=t-{\frac {a}{3}}}
Všimněte si, že dosud uvedené metody použijeme, pokud p a q jsou komplexní. V případě, že p a q jsou obě reálná, může být elegantní následující řešení:
Označme tzv. diskriminant rovnice
{\displaystyle D={\frac {q^{2}}{4}}+{\frac {p^{3}}{27}}}.
Potom platí: 
1. Pokud D je kladné, pak dostaneme jeden reálný a dva imaginární sdružené kořeny.
2. Pokud D je záporné, pak dostaneme tři reálné kořeny (tzv. casus irreducibilis).
3. Pokud D = 0, pak existuje jeden trojnásobný reálný kořen anebo dva reálné kořeny (dvojnásobný a jednoduchý).